# Zosterofil·lòfites
Els zosterofil·lòfits (Zosterophyllophyta) són una divisió extinta de plantes vasculars sense llavors que formen un grup germà dels antecessors dels licòfits actuals. Són de les primeres plantes vasculars del registre fòssil i tenen una distribució cosmopolita. Cap al Silurià tardà (Ludovià tardà, fa uns 420 milions d'anys) hi havia diverses espècies d'aquesta grup i s'han trobat fòssils a l'Illa Bathurst al Canadà àrtic.
Els zosterofil·lòfits reberen el nom del gènere de plantes aquàtiques amb flors Zostera perquè s'hi van relacionar per error.

## Característiques
Les tiges dels zosterofil·lòfits eren llises o cobertes de petites espines, ramificades dicotòmicament i creixien per desenrotllament en un procés conegut com a vernació circinada. Els esporangis tenien forma de ronyó i s'originaven lateralment a l'àpex de les branques. Presentaven estomes alguns d'ells similars als d'algunes molses.